# 玉米赤霉酮
玉米赤霉酮（ZAN）是一种半合成真菌雌激素，是玉米赤霉烯酮（ZEN）的衍生物。玉米赤霉酮是从藥用植物和食用植物中，和另一种称为黃麴黴毒素的物质通过特定的免疫亲和柱同时提取的。玉米赤霉酮有六个类似物：玉米赤霉烯酮、玉米赤霉酮、α-玉米赤霉醇、β-玉米赤霉醇、α-玉米赤霉烯醇和β-玉米赤霉烯醇。